# Teddy Podgorski
Judas Thaddäus „Teddy“ Podgorski (* 19. Juli 1935 in Wien; † 16. März 2024) war ein österreichischer Radio- und Fernsehjournalist, Schauspieler, Theaterregisseur, Autor und Generalintendant des ORF.

## Leben

### Herkunft und Ausbildung
Teddy Podgorski war der Sohn des ursprünglich aus Galizien stammenden Werkmeisters Thaddäus Podgorski senior und wuchs in Wien im 11. Bezirk, Simmering, Am Kanal 75, sowie in Spital am Pyhrn auf. Er hatte eine Schwester, die später Solotänzerin in Linz war. Die verschiedentlich zu lesende Behauptung, Podgorskis Vater sei ein adeliger Ulanenoffizier gewesen, konnte bislang nicht belegt werden.
Teddy Podgorski besuchte das Stiftsgymnasium Admont in der Steiermark, wo er maturierte. Anschließend ging er nach Wien und studierte sechs Semester Kunstgeschichte und Germanistik.

### Karrierebeginn
Seine künstlerische Laufbahn begann Teddy Podgorski in Wien auf verschiedenen Theaterbühnen: Erst fungierte er als Statist im Burgtheater und der Staatsoper und spielte dann auch kleine Rollen in Kellertheatern, im Wiener Konzerthaus, im Parkringtheater, im Theater der Jugend sowie im Volkstheater.
Weil er jedoch nach eigener Aussage beim Theater zu wenig verdiente, wechselte er 1953 zum Rundfunksender Rot-Weiß-Rot. Über den Chef des Aktuellen Dienstes, Heinz Fischer-Karwin, kam er – ohne Einkommen und ohne „Dach über dem Kopf“ – schließlich zum Radio des Österreichischen Rundfunks. Sein erstes Radiofeuilleton machte er an der Universität Wien über einen „Sprachkurs für Ausländer“. Fischer-Karwin war davon begeistert und Podgorski damit „im Radio fix verankert“.

### Fernsehpionier beim ORF
„Aus Übermut“ ging er am 1. Juli 1955 zum neu gegründeten Fernsehen des Österreichischen Rundfunks (ORF), blieb jedoch weiterhin auch beim Radio. Über den ersten Fernsehdirektor, Gerhard Freund, kam Podgorski zum Aktuellen Dienst. Dort wurde er der Erfinder und der erste sowie damals einzige Redakteur der Zeit im Bild. Bis 1963 war er leitender Redakteur des aktuellen Dienstes.
Die junge Familie Podgorski wohnte zu der Zeit in einer Kellerwohnung im Gemeindebau in der Eroicagasse im 19. Bezirk, „ums Eck vom Molden“, der Bezirk, in dem auch Helmut Qualtinger seinen Wohnsitz hatte. Nach der Geburt seines ersten Sohnes – seine (erste) Ehefrau war noch im Spital – wurde Podgorski vom Fernsehdirektor Freund aus dem ORF „hinausgeworfen“. Anlass war ein kritischer Film über Persien und den Schah von Persien, Mohammad Reza Pahlavi, im Vorfeld eines geplanten Staatsbesuchs und der „Märchenhochzeit“ mit Farah Pahlavi (21. Dezember 1959) gewesen, der am 27. November 1959 ausgestrahlt wurde. Der Schah soll deswegen den Staatsbesuch abgesagt haben (er besuchte Österreich letztendlich im Mai 1960). „Der Wirbel war sehr groß, die Journalisten wollten sogar einen Generalstreik ausrufen.“ ÖVP-Politiker verlangten am 2. Dezember in einer parlamentarischen Anfrage (an die falsche Stelle) Aufklärung, wie ein Reporter des offiziellen österreichischen Fernsehens „eine jeder diplomatischen Gepflogenheit widersprechende Kritik und Diffamierung des iranischen Regimes und Seiner Majestät des Schahs in unqualifizierbarer Form“ vorbringen könne. Der FPÖ-Abgeordnete Gustav Zeillinger protestierte am 3. Dezember in seiner Nationalratsrede gegen die Entlassung eines kleinen Angestellten, den man ja extra in den Iran geschickt hatte und dessen Direktor den Sendungsinhalt kennen musste, ohne Disziplinarverfahren. Infolgedessen durfte Podgorski wieder in den ORF zurückkehren.
1967 beendete er eine Reportage über die gegensätzlichen Welten während der Salzburger Festspiele mit den Worten: „Die Hippies rauchen ihre Joints und die Bürger sitzen im Theater.“ Wegen dieser „linken Formulierung“ kontaktierte Generalintendant Gerd Bacher den Chefredakteur Franz Kreuzer und verlangte die Entfernung Podgorskis, denn „er braucht keinen Bert Brecht im aktuellen Dienst“. Da er jedoch nichts verbrochen hatte, konnte man ihn nicht kündigen. „Ich war dann weißer Elefant, eigentlich der erste und es war mir sehr fad.“ Ab dieser Zeit begann er eigene Sendeformate zu entwickeln. Von Bacher im selben Jahr zum Chefreporter und zum Sportjournalisten gemacht, hatte er An den Boxen und Sportpanorama erfunden. Mit dieser Sendung, nunmehr zu Panorama umbenannt, sei er für die Berichterstatter interessant geworden. Als Mitgestalter holte er sich Walter Pissecker, 1970 bekam er für die Sendung die Goldene Kamera. Von 1968 bis 1971 leitete er das Wiener Aufnahmestudio des ORF für die Eurovision-Gemeinschaftssendung Aktenzeichen XY … ungelöst, die unter der Leitung des Zweiten Deutschen Fernsehens (ZDF) bis heute ausgestrahlt wird. 1972 wurde Podgorski zum ORF-Sportchef ernannt.
Weitere von ihm kreierte und moderierte Sendungen waren Seinerzeit („Mister ‚Seinerzeit‘“), Jolly Joker („… wurde verkauft, zurecht, als ein Männermagazin“) und Seitenblicke. Im Lauf der Zeit war er noch kurze Zeit Intendant von FS 1 (heute ORF eins) beziehungsweise Informationsintendant.

### ORF-Generalintendant
1986 übernahm Podgorski von Gerd Bacher für eine Leitungsperiode die Generalintendanz des ORF und wurde von ihm wiederum im Herbst 1990 abgelöst. Als Generalintendant führte Podgorski die TV-Regionalisierung mit dem Bundesländerfernsehen ein, erfand unter anderem die Sendereihe Universum und initiierte 1988 die Minderheitenredaktion mit der sonntäglichen Sendung Heimat, fremde Heimat und die Volksgruppensendungen. Gegen alle diese Sendungen sei seiner Aussage nach das Kuratorium gewesen; wegen der ebenfalls von ihm erfundenen und eingeführten Seitenblicke hätten sie [das Kuratorium] ihn, weil es angeblich Boulevardfernsehen wäre, hinauswerfen wollen.
In seiner GI-Amtszeit schloss Podgorski erstmals wichtige Verträge mit den Rundfunkanstalten Osteuropas und trieb den Ausbau der Programme für den öffentlich-rechtlichen Gemeinschaftssender 3sat voran.
Vor dem Sommer 1990 unterlag Podgorski der Wiederwahl gegen den aus seiner Sicht politisch wieder erwünschten Gerd Bacher. Während seiner Generalintendanz hatte Podgorski mit Herein – Die ORF Viertelstunde ein Sendeformat geschaffen, in dem er selbst seine Arbeit kommentierte. Mit der letzten Ausgabe am 27. September 1990 zum Ende der Amtszeit in der Funktion am 11. Oktober 1990 nahm er von den Zusehern Abschied. In der zuvor am 11. Juli gesendeten Zeit im Bild wurde er zu seiner Niederlage befragt, worauf er antwortete:

„Warum ich verloren habe? Das ist eine ganz einfache Sache. Weil das eine politische Entscheidung war, und zwar eine rein politische Entscheidung. Ich war der einzige bisher in diesem Haus an diesem Posten, der konsequent und aggressiv gegen Parteieneinfluß gekämpft hat. Und zwar auf dem Boden des Gesetzes, ganz konsequent. Und das geht in Österreich nicht. Wenn man in Österreich nicht packelt, überlebt man nicht. Quod erat demonstrandum. Aber es gibt ein Leben nach dem Tod.“

In einem Filmporträt aus dem Jahr 2015 resümierte Podgorski die Zeit seiner Generalintendanz:

„Wenn nicht soviel Sauereien passiert wären, hätt’s mich ja belustigt, ned? Aber es waren schon vü [viel] dran, ned, die Betriebsräte und […] alles, und diese ganzen Bestechungsgschichten. I wü [ich will] des Ganze alles gar ned erzähln. […] Eigentlich war Generalintendant eine Episode in meinem Leben. Aber eine, die ich nicht missen möchte.“

Als weiteren Grund für seine gescheiterte Wiederwahl nannte Podgorski in diesem Porträt seine damaligen Verbindungen zu Udo Proksch und ihre gemeinsamen Aktivitäten im Verein CUM.

#### Untersuchungsausschuss „Lucona“
Im Abschlussbericht des von der SPÖ und der ÖVP eingesetzten parlamentarischen Untersuchungsausschusses „Lucona“ rund um die kriminellen Machenschaften von Udo Proksch wurde auch Teddy Podgorski kritisiert. Proksch gründete 1973 den im Oktober 1975 im Vereinsregister eingetragenen Verein CUM („Verein zur Förderung ziviler und militärischer Bestrebungen hinsichtlich der Forschungs- und Entwicklungsarbeit auf dem Gebiet des Umweltschutzes“). Initiator war der damalige Verteidigungsminister Karl Lütgendorf, Proksch war Präsident und Podgorski Vizepräsident und Geschäftsführer. Der Verein diente als Rechtsträger verschiedener dubioser Geschäfte von Udo Proksch, darunter „Übergabe von Militärgütern an ‚CUM‘“ und „[widerrechtlichte] Sprengübungen und Diebstahl von Sprengstoff“. Der damalige Generalintendant Podgorski wurde am 2. Juni 1989 zur Aussage in den Ausschuss geladen. Dort spielte er drei Filme zum Thema „Lucona“ vor.
Der am 4. November 1990, also nach dem Ende von Podgorskis Generalintendanz, veröffentlichte Abschlussbericht führte zur Person Podgorski aus:

„Der heutige ORF-Generalintendant Thaddäus PODGORSKI hat sich zu leichtfertig in die Transaktionen zwischen PROKSCH und LÜTGENDORF einspannen lassen und sich zum Geschäftsführer der von PROKSCH für die Beschaffung von Bundesheermaterial vorgeschobenen Vereinigung CUM hergegeben. Szenen wie der Flug mit PROKSCH im ORF-Hubschrauber, um die Brillenfabrik des PROKSCH zu besichtigen, oder die PROKSCH-Party in einem Salonwagen des ORF, der von Bundesheersoldaten bewacht wurde, sind Ausdruck einer Mentalität, die dem leichtfertigen Mißbrauch öffentlicher Einrichtungen gleichgültig gegenübersteht. Was schon damals nicht mehr als harmlose Geselligkeit aufgefaßt werden durfte, erscheint heute vor einem makabren Hintergrund.“

### Schauspieler und Autor
Nach der ORF-Zeit wurde die Schauspielerei zu seinem Hauptberuf. Podgorski trat sowohl in Fernsehfilmen als auch am Theater auf. Er inszenierte im Theater in der Josefstadt und an den Wiener Kammerspielen und wirkte in Produktionen der Staatsoper, der Volksoper und der Seefestspiele Mörbisch mit. In den Bockerer-Filmen spielte Podgorski ab 1981 den Gestapo-Agenten und Opportunisten Pfalzner. 2003 hatte er einen Gastauftritt in der Fernsehserie Kommissar Rex (Folge: Berühmt um jeden Preis). Darüber hinaus betätigte er sich als Autor.
In einer Sendung des ORF Wien zu Podgorskis 70. Geburtstag im Juli 2005 wurde seine Laufbahn mit den Worten zusammengefasst:

„Er war oder ist Schauspieler, Amateurboxer, Rennfahrer, Regisseur, Autor und nebenbei noch einer [der] legendärsten Fernsehköpfe dieses Landes. Teddy Podgorski einzuordnen ist mitunter gar nicht so einfach, so viele Facetten hat seine Karriere.“

Der Standard nannte ihn 2015 einen „Hansdampf in allen Gassen“.

### Gastlokal Gutruf
Podgorski gehörte der sogenannten „Gutruf-Partie“ und Anfang der 1990er Jahre der von ihm „Task force“ genannten Gruppe zur Rettung des Gutruf an, dessen Mitbesitzer er ab 1992 war. Die Gutruf-Leute seien in seiner ORF-Zeit die einzigen von ihm anerkannten Kritiker seiner Sendungen gewesen, auf deren Urteil er vertraute.
Ab 2010 moderierte er im Fernsehsender Servus TV die Talksendung Im Gespräch mit Teddy Podgorski. Als Studiokulisse wurde ihm dafür das legendäre Beisl Gutruf nachgebaut.

### Privates
Er war Vater von drei Söhnen aus erster Ehe, unter ihnen der Regisseur Teddy Podgorski jun. Von 1960 bis Anfang der 1980er-Jahre wohnte er mit seiner Familie im Döblinger Helmut-Qualtinger-Hof. Gemeinsam hatte die Familie ein Sommerhaus in Gumpoldskirchen, in dem Podgorski in den 1980ern ganzjährig lebte, während die von ihm getrennte Familie weiter in der Wohnung in Wien blieb.
Podgorski war ab 1986 in zweiter Ehe mit Margit Hummer verheiratet, die er 1969 beim ORF kennengelernt hatte, wo sie bei der Sendung Panorama als Editorin arbeitete. Teddy Podgorski und seine zweite Frau lebten in der Folge in Wien und im Burgenland.
Als seine Hobbys wurden „Amateurboxer, Rennfahrer, Flieger, Reiter, Radrennfahrer und Liebhaber englischer Oldtimer“ genannt. Der engagierte Sportflieger setzte sich in den 1990er-Jahren – letztendlich erfolglos – für den Erhalt des burgenländischen Sportflugplatzes Trausdorf bei Eisenstadt ein.
Am 16. März 2024 starb Podgorski im Alter von 88 Jahren und wurde am 4. April 2024 auf dem Hernalser Friedhof bestattet. Sein Grab ist in der Gruppe 45, Nummer 52.

## Filmografie

### Spielfilme
- ab 1981: Der Bockerer (Teil 1–4). Regie: Franz Antel, mit Karl Merkatz
- 1995: Mein Opa ist der Beste. Regie: Helmuth Lohner, mit Otto Schenk, Tobias Moretti, Rebecca Horner, Heinz Petters, Cornelius Obonya, Hans Wolfgang Pemmer, Mercedes Echerer
- 1998: Mein Opa und die 13 Stühle. Regie: Helmuth Lohner, mit Otto Schenk, Tobias Moretti, Maria Köstlinger, Marianne Nentwich, Rebecca Horner

### Filmporträt
- 2015: Der Teddy – Eine Fernsehlegende wird 80. Filmisches Porträt von seinem Sohn Teddy Podgorski jun.[11]

## Veröffentlichungen
- Cassius Clay. Ueberreuter, 1971
- Olympische Spiele (12: Innsbruck 1976). Molden-Taschenbuch-Verlag, 1976
- Teddy Podgorski präsentiert Muskeln auf Papier. Verlag der Österr. Staatsdruckerei, 1986
- Herein. Hinter den Kulissen des ORF. Wien: Dr. Peter Müller Verlag o. J. [ca. 1989]

## Auszeichnungen und Ehrungen
- 1968: Großer Filmpreis von Oberhausen
- 1970: Goldene Kamera für Panorama
- 1976: Bambi
- 1978: Goldener Ring von Lausanne
- 1980: Sport-Oscar
- 1984: Großes Ehrenzeichen des Landes Steiermark
- 1985: Großes Ehrenzeichen für Verdienste um die Republik Österreich
- 2012: Jubiläums-Romy für 25 Jahre Seitenblicke
- 2017: Journalist des Jahres – Preis für das Lebenswerk[19][20]